# Armageddon (album Aespa)
Armageddon è il primo album in studio del girl group sudcoreano Aespa, pubblicato il 27 maggio 2024.

## Tracce
1. Supernova – 2:58
2. Armageddon – 3:16
3. Set The Tone – 3:22
4. Mine – 3:13
5. Licorice – 2:38
6. Bahama – 3:10
7. Long Chat – 3:15
8. Prologue – 3:14
9. Live My Life – 2:39
10. Melody – 3:07